# Oligotrichum aristatum
Oligotrichum aristatum là một loài Rêu trong họ Polytrichaceae. Loài này được (Hampe) Kindb. mô tả khoa học đầu tiên năm 1888.